# Economia bizantina
L'economia bizantina fu per secoli una tra le più solide del bacino del Mediterraneo anche per via della felice posizione di Costantinopoli, al centro delle rotte commerciali che collegavano l'Europa continentale con il Levante e i Paesi dell'Estremo Oriente attraverso la Via della Seta.
Molti studiosi collocano l'apice della potenza economica bizantina al VII secolo, fino alle conquiste arabe del vicino oriente che segnarono l'inizio di un periodo di declino e di stagnazione. Le riforme di Costantino V prima e una ritrovata stabilità politico-militare sotto gli imperatori della dinastia dei Macedoni permisero, tuttavia, un recupero delle glorie antiche, e mai l'impero perse la fama derivata dallo sfarzo e dalle ricchezze accumulatesi nella capitale.
Questa fase durò fino alla seconda metà del XII secolo quando rivolgimenti politici indebolirono il prestigio imperiale mentre diveniva sempre più forte la concorrenza dei mercanti delle Repubbliche marinare italiane, specialmente Venezia.
La IV crociata con la seguente conquista della capitale e di gran parte delle province dell'Impero segnò la fine della prosperità; anche se successivamente la dinastia dei Paleologi riuscì a restaurare l'impero, non fu però in grado di rinnovarne anche le fortune.
Una delle basi economiche dello stato era il commercio ed i conseguenti introiti doganali che, tuttavia, a partire dall'XI secolo iniziarono a scemare dal momento che i Basileis concessero sempre maggiori esenzioni alle Repubbliche Marinare per acquistarsi il loro appoggio, e le conquiste da parte dei crociati non fecero altro che portare alle estreme conseguenze questo processo.

## Storia economica e fiscale
L'economia dell'Impero Romano d'Oriente soffrì molto meno, rispetto all'Impero Romano d'Occidente, le incursioni dei barbari. Nell'anno 150 il tesoro ricavava 14 500 000 solidi, all'anno 215 otteneva 22 000 000 solidi,  durante il regno di Diocleziano gli introiti ammontavano a 9,4 milioni di solidi su di un totale di 18 milioni, e infine sotto il regno di Marciano le entrate annuali erano stimabili a 7,8 milioni di solidi consentendo così di accumulare circa 100 000 libbre di oro o 7 200 000 solidi per il tesoro imperiale.
Tale riduzione, secondo Warren Treadgold, è addebitabile ad una moderata riduzione della produttività agricola e della popolazione, per quanto bisogna considerare che i pochi dati relativi alla popolazione cittadina dimostrino una tendenza lievemente positiva tra i secoli III e V DC; per questo si può affermare che il regno di Marciano segnò l'inizio di tale crescita.
La ricchezza di Costantinopoli si può ricavare da alcuni dati: Giustino II spese 3 700 libbre d'oro per celebrare il proprio consolato, alla morte di Anastasio I la tesoreria aveva in cassa oltre 23 milioni di solidi o 320 000 libbre d'oro, e Giustiniano agli inizi del regno poté contare su un surplus di oltre 28 800 000 solidi.
Sempre Giustiniano, prima delle sue campagne di riconquista dell'Africa e dell'Italia, poteva contare su un introito di 5 000 000 di solidi, da lui ulteriormente incrementato a seguito delle campagne.
Nonostante ciò, la Peste, le ingenti spese dovute alle Guerre romano-persiane con i conseguenti pesanti tributi da lui pagati ai sovrani Sasanidi e le 20 000 libbre d'oro di costo per la ricostruzione di Santa Sofia, esaurirono il tesoro.
Onerosi furono gli esborsi ed i sussidi pagati dai successori di Giustiniano ai nemici: Giustino II pagò 80 000 monete d'argento agli Avari, sua moglie Sophia comprò una tregua di un anno da Cosroe I con l'esborso di 45 000 solidi e Tiberio II Costantino pagò 7 200 libbre d'oro ogni anno per quattro anni.
Quando l'imperatore Eraclio I cambiò lingua ufficiale dell'impero dal Latino al Greco, intorno al 620, il solidus fu sostituito dal Nomisma

### Il VII e VIII secolo
Le Guerre arabo-bizantine ridussero ad un terzo il territorio imperiale, provocando nel VII secolo un profonda crisi economica che depresse anche le entrate fiscali, stimabili nel 780 a 1 800 000 nomismata. I principali cespiti furono l'imposta fondiaria e quelle commerciali, con ricavi pari rispettivamente a 1 600 000 e a 200 000 nomismata.
Di questi 1 800 000 nomismata, gli stipendi delle truppe assorbivano circa 600 000 nomismata, altri 600 000 nomismata erano per ulteriori spese militari, 400 000 nomismata per la burocrazia e 100 000 per spese di altro genere. Restavano per le eccedenze, i trattati, le tangenti o i doni non più di circa 100 000 nomismata l'anno.
Con l'avvento dell'VIII secolo la pressione araba alle frontiere si fece più debole, e questo permise ai Bizantini di rafforzare il loro controllo sull'Anatolia dove si sviluppò un fiorente allevamento anche grazie all'introduzione dei themata.
Nonostante ciò rimase il pericolo di incursioni nemiche, e questo a sua volta fece crescere una ricca produzione bellica, mentre l'aumento degli effettivi dell'esercito ebbe un riflesso positivo anche sul commercio dato che stimolò gli acquisti di merci e derrate alimentari.
Per tale motivo, sebbene la spesa militare fosse considerevole, parte dei costi venivano compensati dall'aumento degli introiti delle tasse sul commercio e di conseguenza si può dire che l'economia bizantina fosse quasi autosufficiente.
Le spese militari salirono nuovamente al tempo di Niceforo I, quando nell'806 un poderoso esercito arabo invase l'impero e l'imperatore fu costretto a pagare un riscatto di 50 000 monete d'oro ed un tributo annuale di 30 000 nomismata.
La ripresa economica si consolidò sotto il regno di Teofilo il quale, alla sua morte, nell'842 DC, riuscì a lasciare in eredità al figlio 7 000 000 nomismata sebbene avesse distribuito 36 000 monete d'oro ai cittadini di Baghdad a scopo propagandistico e fosse stato costretto, nell'838, a pagare al califfo un tributo di 100 000 dinari.
Dopo la morte di Teofilo, sua moglie Teodora II, reggente per conto del figlio Michele III, ne proseguì la politica portando le riserve imperiali a 7 848 000 nomismata, per quanto in seguito la politica fastosa di Michele III esaurì il tesoro che alla sua morte era di appena 100 000 nomismata.

### La dinastia Macedone
Il lungo governo della dinastia macedone segnò una fase di prosperità sociale ed economica che iniziò dall'ascesa al trono di Basilio I, durante il cui regno le entrate aumentarono a 4 300 000 nomismata e, sebbene le continue e costanti guerre contro l'Impero bulgaro ridussero i ricavi a circa 3 300 000 nomismata, Niceforo II poté pagare a Svjatoslav I 15 000 libbre d'oro nel 968 per invadere la Bulgaria.
La ripresa al tempo dei Macedoni è commisurabile da questi dati, risalenti all'850 circa: l'imposta fondiaria e quella personale garantivano 2,9 milioni di nomismata l'anno mentre le imposte commerciali rendevano 400 000 nomismata.
Gli stipendi dell'esercito assorbivano 1,4 milioni di nomismata, le altre spese militari 800 000, la burocrazia 500 000, le spese imperiali 100 000 con un surplus di 500 000 nomismata l'anno.
Infine, alla morte di Basilio II, nel 1025, le entrate annue risultavano pari a 5 900 000  nomismata che gli permisero di accumulare una riserva per il successore di 14,4 milioni di nomismata, pari a 200 000 libbre d'oro.

### I Comneni
Fino alla IV crociata l'Impero Bizantino conservò un'immagine di ricchezza e lusso, alimentata dalla ripresa economica e sociale che, sia pure in forma sempre più precaria e tenue, proseguì fino al 1204. Lo sfoggio del fasto e della ricchezza serviva ovviamente come strumento di propaganda per impressionare i viaggiatori stranieri e mantenere una forma di coesione sociale.
Ad esempio Liutprando da Cremona, inviato come ambasciatore a Costantinopoli nel 940, commentò con gran meraviglia lo sfarzo della residenza imperiale, delle portate e dei fini intrattenimenti, sebbene a seguito della sconfitta nella battaglia di Manzicerta e alla perdita dell'Asia Minore l'impero fosse entrato ormai in una fase decadente.
Il vincitore di Manzicerta, Alp Arslan pretese un riscatto di 10 000 000 monete d'oro per la restituzione dell'imperatore prigioniero Romano IV, sebbene poi ridusse la richiesta a 1 500 000 monete d'oro e un tributo annuale di 360 000. I Turchi Selgiuchidi, approfittando della debolezza imperiale, nel successivo periodo di venti anni occuparono l'Anatolia.
La ritrovata stabilità politica che seguì l'ascesa di Alessio I Comneno garantì una nuova fase ascendente, sebbene divenisse sempre più necessario l'aiuto dell'Occidente; in quel periodo fu svalutata la moneta e l'Hyperpyron sostituì il nomisma.
Alessio I, per ottenere l'appoggio di Enrico VI di Svevia, fu costretto a versargli 360 000 monete d'oro ed il nipote Manuele I spese 100 000 denari per riscattare prigionieri crociati caduti nelle mani dei Mussulmani, 150 000 denari per Boemondo III d'Antiochia, suo vassallo, nel 1165, 120 000 denari per Rinaldo di Châtillon e 150 000 per Baldovino di Ibelin nel 1180.
Manuele I spese anche, e molto, per garantirsi l'appoggio del clero e della popolazione versando, alla sua incoronazione, 2 monete d'oro per ogni capofamiglia e 200 monete d'argento annue alla Chiesa ortodossa.
Quando sua nipote Teodora Comnena andò sposa al re Baldovino III di Gerusalemme nel 1157, Manuele le diede una dote di 100 000 monete d'oro e altrettanto per le spese di matrimonio, e regali (gioielli e abiti in seta), i quali, da soli, costavano 14 000 monete d'oro
Altrettanto onerosi furono per le casse bizantine i tentativi, falliti, di Manuele I di riconquistare l'Italia meridionale, il cui costo fu di 2 160 000 hyperpyra o 30 000 libbre d'oro, il dono di 5 000 libbre d'oro al Papa e le spese di corte tra le quali l'acquisto di un gioiello (poi usato per l'incoronazione di Baldovino I di Costantinopoli) per oltre 62 000
marchi d'argento.
Nel XII secolo la principale fonte di ricchezza per lo stato fu il kommerkion, una sovrattassa doganale prelevata a Costantinopoli su tutte le importazioni e le esportazioni, che rendeva oltre 20 000  hyperpyra ogni giorno ovvero, combinato agli introiti dell'imposta fondiaria e personale, un reddito annuale di 5,6 milioni hyperpyra nel 1150.
Durante la dinastia Comnena furono, tuttavia, concesse numerose esenzioni ai dazi commerciali ai mercanti italiani per un mancato introito di 50 000 hyperpyra l'anno, cui si aggiunse un indennizzo di 108 000 hyperpyra o 1500 libbre d'oro per le perdite subite dai Veneziani nel 1171.
Infine, alla fine del regno di Manuele I, alcuni storici hanno calcolato che la somma usata per il mantenimento della famiglia imperiale sarebbe stata sufficiente per garantire gli stipendi ad un'armata di 100 000 soldati.

### La Decadenza dopo i Comneni e il Saccheggio di Costantinopoli
Dopo la scomparsa dei Comneni, l'economia bizantina iniziò un processo di irreversibile decadenza dovuta all'impatto di diversi fattori: la crisi politica al tempo della dinastia degli Angeli, lo smembramento dell'Impero a seguito della IV crociata, l'espansione delle Repubbliche Marinare e l'avanzata dei Turchi (per quanto l'interazione dell'Impero con i territori perduti continuasse).
Quando Isacco II Angelo divenne imperatore nel 1185, la folla fece irruzione nel palazzo, saccheggiando 1 200 libbre d'oro, 3 000 libbre d'argento e 20 000 libbre di monete di bronzo. Nel 1195 Enrico VI di Svevia obbligò l'imperatore Alessio III Angelo a versargli un tributo di 1 000 libbre d'oro e nel 1203, quando fuggì da Costantinopoli, l'imperatore portò via 1 000 libbre d'oro o 72 000 hyperpyra.
A seguito della fuga di Alessio III venne restaurato Isacco II, ma l'incapacità imperiale di soddisfare le richieste dei crociati indusse costoro a rimanere nella città (a causa della crisi lo stato poteva pagare loro solo 100 000 marchi d'argento o 65 000 libbre d'argento su di un totale richiesto di 200 000 marchi d'argento, pari a 800 000 hyperpyra).
Gli incendi, la guerra contro i crociati , e poi il disastroso saccheggio subito dalla città ad opera di questi distrusse l'intera ricchezza: il bilancio ufficiale del saccheggio di Costantinopoli fu di circa 900 000 marchi d'argento, l'equivalente di circa 3,6 milioni hyperpyra o di 50 000 libbre d'oro.
Spartito l'Impero Bizantino tra i vari signori franchi o veneziani, nacque l'Impero latino, che, tuttavia, ebbe vita grama e breve dato che larga parte del commercio finì sotto il controllo dei Veneziani, ormai completamente esentati dalle imposte: gli imperatori si ridussero alla spoliazione delle chiese tanto che, nel 1237, Baldovino II impegnò la corona di spine per appena 13 124 monete d'oro.

### I Paleologi
Nel 1261 la dinastia dei Paleologi, dalla città di Nicea, riuscì a riconquistare Costantinopoli, tentando di restaurare l'antico impero ma senza successo, dal momento che i Turchi ormai occupavano l'Anatolia ed i mercanti italiani avevano soppiantato quelli greci nel controllo del Mar Egeo.
Michele VIII si trovò a dover affrontare nemici sia nei Balcani, sia in Anatolia, sia sui mari, contando solo su una capitale la cui popolazione non superava i 35 000 abitanti e dovendo mantenere una costosa politica estera per impedire che i vari nemici si coalizzassero contro Bisanzio.
Per tale motivo l'imperatore si appoggiò a Genova, riuscendo a ricostruire una marina militare efficiente e a portare la popolazione di Costantinopoli a 70 000 abitanti. Non riuscì però a eliminare l'influenza delle Repubbliche Marinare, in particolare Venezia, le quali detenevano perfino gli approvvigionamenti dei metalli preziosi e quindi il controllo del conio delle monete, sempre più svalutate.
Nel 1282, Michele VIII fu costretto a svuotare il tesoro per pagare una enorme tangente di 60 000 hyperpyra al re Pietro III d'Aragona affinché invadesse il Regno di Sicilia e distogliesse Carlo I d'Angiò dai suoi tentativi di conquistare Costantinopoli.
Nel 1303 Andronico II Paleologo poté raccogliere appena 1,8 milioni di hyperpyra e nel 1321 le entrate erano calate ad 1 000 000 di hyperpyra.
Nel 1343 l'imperatrice Anna di Savoia fu costretta ad impegnare i gioielli della corona per 30 000 ducati veneziani, appena 60 000 hyperpyra, e nel 1348 le dogane di Costantinopoli garantivano un ricavo anno di 30 000  hyperpyra, mentre quelle della colonia genovese di Galata, rendevano 200 000 hyperpyra; quando poi Giovanni VI Cantacuzeno tentò di ricostruire la flotta bizantina raccolse solo 50 000 hyperpyra.
L'unico successo del tempo fu quando, nel 1349, la Repubblica di Genova accettò di pagare un risarcimento di 100 000 hyperpyra; infatti, nel 1366 Giovanni V Paleologo, catturato dallo zar Ivan Alessandro di Bulgaria, fu costretto a pagare un riscatto di 180 000 fiorini d'oro.
Nell'anno 1370, l'impero doveva alla Repubblica di Venezia 25 663 hyperpyra (di cui furono pagati appena 4 500) per danni alla proprietà veneziana e nel 1424 Manuele II Paleologo chiuse le ostilità con i Turchi Ottomani accettando di pagare un tributo annuo di 300 000 monete d'argento al Sultano.
Infine, nel 1453, alla Caduta di Costantinopoli, l'imperatore Costantino XI Paleologo era debitore a Venezia della somma di 
17 163 hyperpyra mentre il reddito di Galata, il quartiere genovese di Costantinopoli, era 7 volte superiore rispetto a quello della città.

### Stime
L'economista della Banca Mondiale Branko Milanovic stimò che il reddito medio pro capite di un suddito bizantino si trovasse in un intervallo tra i 680 e i 770 $, raggiungendo il suo massimo sotto il regno di Basilio II; considerando altre stime che indicano una popolazione tra i 12 e i 18 milioni di abitanti, ne deriverebbe un PIL fra gli 8.16 $ e i 13.86 $ miliardi.
L'importo esatto degli introiti annuali imperiali è, invece, estremamente dibattuto, per via della poca affidabilità delle fonti dell'epoca; la seguente tabella riporta le stime approssimative.
| Anno | Ricavi Annuali      |
| ---- | ------------------- |
| 305  | 9,400,000 solidi    |
| 457  | 7,800,000 solidi    |
| 518  | 8,500,000 solidi    |
| 533  | 5,000,000 solidi    |
| 540  | 11,300,000 solidi   |
| 555  | 6,000,000 solidi    |
| 565  | 8,500,000 solidi    |
| 641  | 3,700,000 nomismata |
| 668  | 2,000,000 nomismata |
| 775  | 1,800,000 nomismata |
| 775  | 2,000,000 nomismata |
| 842  | 3,100,000 nomismata |
| 850  | 3,300,000 nomismata |
| 959  | 4,000,000 nomismata |
| 1025 | 5,900,000 nomismata |
| 1150 | 5,600,000 hyperpyra |
| 1303 | 1,800,000 hyperpyra |
| 1321 | 1,000,000 hyperpyra |

## Ruolo dello Stato
Lo stato mantenne il monopolio di emissione monetaria conservando un forte potere di intervento nei settori nevralgici dell'economia. Esercitava infatti un controllo formale sui tassi di interesse, sui parametri per le attività delle corporazioni e delle società a Costantinopoli oltre ad alcuni monopoli, quale quello della produzione e della commercializzazione della seta.
Gli imperatori, inoltre, oltre ad esercitare essi stessi attività commerciali o produttive sfruttando i beni del demanio, erano soliti intervenire in caso di crisi o carestie per mantenere basso il prezzo dei generi alimentari.
Di conseguenza possiamo considerare che l'economia bizantina dipese strettamente dal controllo statale, specialmente nella commercializzazione interna ed internazionale di alcuni prodotti.
Infine, assai spesso, lo stato decise di utilizzare una quota considerevole degli avanzi di bilancio per ridistribuirli sia sotto forma di stipendi ai funzionari o ai militari ma anche attraverso investimenti in opere pubbliche, edifici o opere d'arte.

## Monetazione

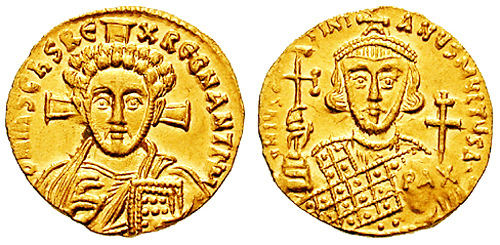
Solidus di Giustiniano II Rinotmeto (4.42 grammi). Coniato dopo il 692.

Sebbene esistesse anche una forma di credito, testimoniato da numerosi documenti d'archivio, la moneta era il principale mezzo di pagamento.
Grazie alla sua relativa flessibilità, il sistema monetario bizantino fu uno dei più longevi della storia con la sua durata di oltre mille anni da Costantino I fino al 1453, e di fatto la moneta divenne prodotto e strumento di un complesso e sviluppato sistema economico-finanziario capace di assicurare una certa integrazione al territorio dell'impero.
Punto focale della politica economica bizantina fu il monopolio statale della coniazione, assicurato sin da Diocleziano e da Costantino con la fondazione di alcune zecche, attive fino al VII secolo.
Sotto il regno di Anastasio I il loro numero era pari a quattro. Giustiniano I, a seguito della Restauratio Imperii, ne fondò altre, ma, nel corso del VII secolo, la riforma amministrativa dei themata e le conquiste arabe, indussero una riduzione del numero..
In ogni caso, mai l'imperatore e lo stato furono in grado di condurre una politica monetaria nel senso moderno del termine, sebbene fossero in grado di controllare l'effettiva emissione monetaria.
Fin dalla creazione del sistema monetario bizantino ad opera di Costantino nel 312, il perno fu il Solido, una moneta d'oro il cui valore nominale fu fissato pari al suo valore intrinseco, come dimostra il Codice Teodosiano.
In breve tempo, il solido acquisì un valore alto e stabile garantendo una certa facilità nel trasferimento di valori.
L'affidabilità di cui godeva era garantita da alcuni fattori: in primo luogo l'autenticità del timbro, in secondo luogo dalla pena di morte stabilita da Valentiniano III, nella XVI novella, per chiunque avesse rifiutato o ridotto un solido d'oro di buon peso.
A seguito del cambiamento della lingua ufficiale dal latino al greco, il Solido fu nominato Nomisma senza, tuttavia, perdere valore o affidabilità.
Accanto al Solido o al Nomisma d'oro si pose una monetazione d'argento e diverse monete di poco conto in rame o bronzo.
Il sistema rimase inalterato fino alla caduta della dinastia dei Macedoni, quando lotte intestine alla corte e alla burocrazia e pesanti sconfitte militari in Anatolia, indussero gli imperatori a svalutare la monetazione.

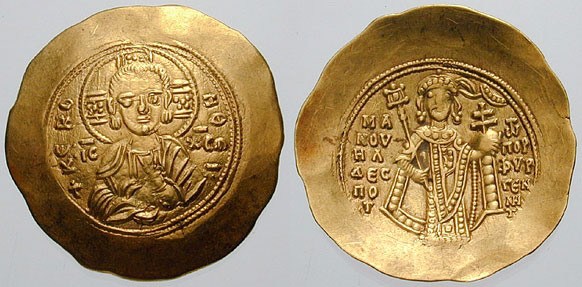
Hyperpyron emesso sotto il regno di Manuele I Comneno, nipote di Alessio I Comneno.

Questo periodo caotico si concluse con la riforma monetaria di Alessio I Comneno il quale, sostituì l'inaffidabile Nomisma con un'altra moneta d'oro l' hyperpyron, creando un nuovo sistema monetario che durò per oltre due secoli.
La crisi del sistema monetario bizantino concise con la fortissima crisi politica a seguito della caduta dei Comneni e alla IV crociata quando si creò un pericoloso fenomeno di frammentazione politica e quindi monetaria e la nascita del II impero Bulgaro,dell'impero di Trebisonda, della Serbia e del Despotato d'Epiro segnò la fine del monopolio imperiale.

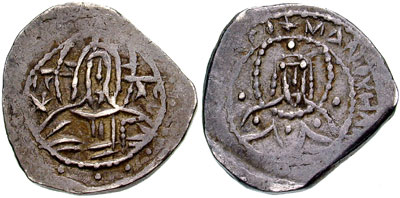
Mezzo stavraton di Manuele II Paleologo (3.53 g). L'iscrizione recita "Manuele, in Cristo nostro Dio, fedele imperatore"."

Nel 1304 l'introduzione del basilikon, una moneta d'argento puro sul modello del Ducato, segnò la fine della predominanza dell'hyperpyron d'oro che, a seguito della riforma del 1367 divenne unità di conto e fu sostituito dallo stavraton, moneta d'argento dal peso doppio rispetto a quello degli ultimi  hyperpyra.
Questo sistema durò fino alla fine dell'Impero anche se di fatto larga parte della coniazione ormai era composta da monete delle Repubbliche Marinare, ulteriore prova della sudditanza di Costantinopoli verso queste ultime.

## Commercio
Una delle basi economiche dell'impero fu il commercio anche grazie alla felice posizione di Costantinopoli, porto nevralgico per le principali rotte commerciali nel Levante e collegato ai mercati del Vicino e dell'estremo oriente.
Oltre alla capitale, l'attività commerciale era fiorente a Trebisonda e a Tessalonica; sulle transazioni veniva applicata un'imposta del 10 %.
Furono principalmente due i prodotti oggetto di tali commerci: il grano e la seta.
Nei primi secoli Costantinopoli, come Roma un tempo, dipendeva per gli approvvigionamenti dall'Egitto ma con la conquista musulmana si interruppe tale rotta di rifornimento. Questo indusse gli imperatori a rafforzare la produzione interna mentre la commercializzazione era garantita dal mercato del grano nella capitale in cui, tuttavia, lo stato mantenne un forte controllo nella formazione dei prezzi.
La seta, invece, fu usata dallo stato come strumento diplomatico e come mezzo di pagamento; in origine veniva importata grezza dalla Cina e trasformata in tessuti d'oro e broccati dalle manifatture.
Con Giustiniano I la produzione e la vendita di seta divenne un monopolio statale sottoposto a rigidi controlli e fu necessaria un'autorizzazione al fine di commercializzarla.
Tale monopolio risultava così rigido che, sebbene i mercanti potessero acquisire la seta greggia a Costantinopoli, non potevano portarla fuori città, forse per non compromettere le attività dei mercanti di provincia.
In seguito fu introdotta anche localmente (principalmente nel Peloponneso) la coltura del baco da seta e di conseguenza il commercio di seta greggia divenne meno importante.
Erano oggetto di scambi commerciali, nella capitale come altrove, olio, vino, pesce salato, carne, verdura, derrate alimentari, sale, legno, cera, ceramiche, biancheria e prodotti tessili.
Pregiati erano i commerci dei profumi e delle spezie mentre è attestato il commercio pubblico di schiavi e, non essendo monopolio statale, è possibile ipotizzare anche un commercio attuato da privati cittadini.
Il commercio internazionale era praticato non solo a Costantinopoli, che, in ogni caso rimase fino alla fine del XII secolo uno dei fulcri del commercio di lusso orientale, ma anche in altre località che fungevano da centri di commercio interregionale, come ad esempio Salonicco e Trebisonda.
Oltre alle sete, certamente esportate verso l'Egitto, la Bulgaria e l'Europa occidentale, altra importante voce del commercio bizantino era l'esportazione di prodotti tessili.
Finché Venezia fece parte dell'Impero, essa costituì un importante centro di attività mercantile avente ad oggetto lo scambio di sale, legno, ferro, schiavi e prodotti di lusso orientali; nel 992 Basilio II concluse un trattato con Pietro II Orseolo per il quale Venezia, in cambio di una riduzione da 30 a 17 nomismata al dazio di Costantinopoli, avrebbe trasportato le truppe bizantine nell'Italia Meridionale in tempo di guerra.
Nel corso dei secoli XI e XII, gli imperatori concessero ai mercanti delle Repubbliche Marinare italiane privilegi ed esenzioni sempre più grandi e tra di essi il diritto, concesso ad Amalfi, Venezia, Genova e Pisa di costruire empori commerciali a Costantinopoli.
La quarta crociata segnò l'inizio della dominazione veneziana sul mare Egeo ma, con la riconquista di Costantinopoli, a seguito del Trattato di Ninfeo, Michele VIII Paleologo concesse ai Genovesi generosi privilegi doganali.
Di conseguenza, sebbene i Veneziani riconquistassero il loro quartiere a Costantinopoli nel 1267, il commercio orientale finì per divenire un duopolio aspramente conteso tra Venezia e Genova.
I Paleologi, Michele VIII in particolare, tentarono di rilanciare l'economia e di ristabilire le forme tradizionali di controllo politico anche sfruttando a proprio vantaggio le lotte tra Venezia e Genova ma ormai la concorrenza era troppo forte e, con le successive lotte intestine e guerre civili, lo stato perse la sua influenza non solo sulle forze economiche nazionali o estere ma anche sull'approvvigionamento di metalli preziosi e sul conio.
Le perdite territoriali in favore dei Turchi ridussero ulteriormente il peso politico dell'impero e costrinsero i sovrani a legarsi a filo doppio alle Repubbliche Marinare, le quali assunsero di fatto il controllo dello stato e pertanto si può affermare che la crisi dell'attività commerciale provocò quella politica e viceversa. 

## Agricoltura

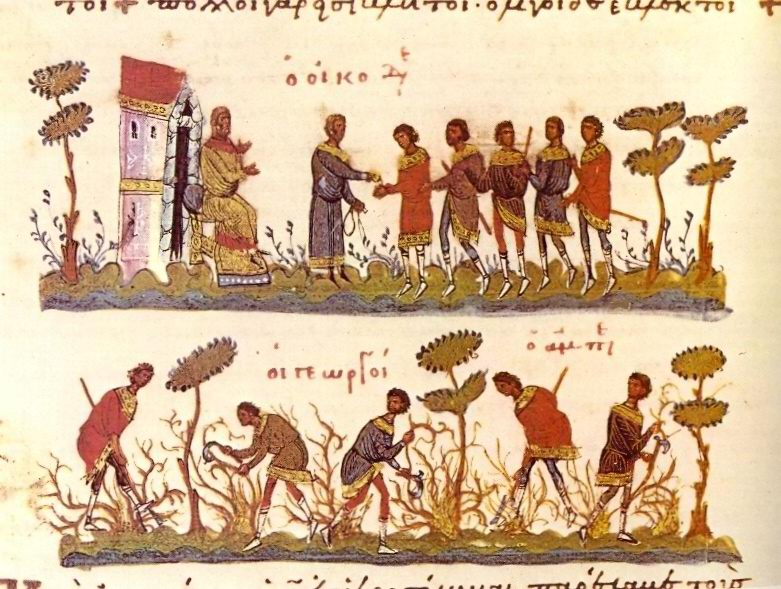
In alto lavoratori nei campi, in basso il raccolto, vangelo bizantino dell'XI secolo

Anche se in modo lento, l'impero bizantino godette di un processo di continuo rafforzamento dell'economia rurale e della produzione agricola dall'VIII fino al XIV secolo.
All'interno dell'impero le aree dedicate all'attività agricola furono le zone costiere con cereali, viti e uliveti, i Balcani principalmente con frumento e l'Asia Minore dove era rinomato l'allevamento del bestiame.
In quei secoli, tuttavia, le tecniche e gli strumenti degli agricoltori rimasero rudimentali e questo determinò una produttività non particolarmente elevata per quanto alcuni sottolineano che la permanenza delle tecniche sia la prova di un profondo adattamento all'ambiente.
Dal VII al XII secolo l'organizzazione sociale della produzione rimase focalizzata attorno a due poli: la proprietà e il villaggio, inteso come insieme di liberi proprietari, assai più adatto in condizioni di insicurezza sociale.
Si può riscontrare, quindi, una netta distinzione tra gli affittuari o gli enfiteuti i quali vivevano e lavoravano la terra di un grande proprietario cui fornivano un canone in denaro o natura e gli abitanti dei villaggi, quasi sempre liberi proprietari, i quali erano tenuti a versare le imposte allo stato.
Accanto a questi troviamo attestate anche le figure di schiavi o lavoratori salariati, in quest'ultimo caso dal VII secolo fino alla caduta dell'impero, mentre, allo stesso modo, non tutti gli abitanti di un villaggio risultavano proprietari di un proprio podere ma alcuni di essi erano mezzadri.
Inoltre, la distinzione tra proprietario terriero e contadino affittuario o pároikos si indebolì quando anche i possessi detenuti da questi ultimi divennero ereditari.
Dal X secolo in avanti divenne sempre più importante il ruolo delle grandi tenute o dei latifondi i quali, sebbene l'economia fosse più orientata verso la domanda che l'offerta, e fosse garantita da scambi monetari, iniziarono a soppiantare la rete dei piccoli villaggi.
Il processo divenne irreversibile dopo la IV crociata e agli inizi del XIV secolo la campagna macedone era costituita, ormai, da una rete quasi ininterrotta di proprietà che avevano sostituito le terre comuni, incamerate dal fisco o da questi vendute a proprietari ecclesiastici o laici.
Infine occorre considerare la dinamica demografica: la peste di Giustiniano e le sue recidive fino al 747 ridussero di molto la popolazione delle campagne e l'aumento che seguì con il IX secolo non fu uniforme né colmò del tutto il vuoto demografico.
Nonostante ciò l'aumento demografico garantì un aumento pari al doppio delle superfici coltivate a danno dei pascoli e soprattutto dei boschi; la sconfitta di Manzicerta però comportò la perdita della maggior parte dell'Anatolia e quindi una conseguente riduzione della produzione e della popolazione imperiale.
Il colpo di grazia all'agricoltura lo diede la IV crociata e la divisione dei territori bizantini in tante entità in lotta tra di loro portando alla perdita di una forza unificante che progressivamente indebolì le stesse istituzioni.
A seguito della nascita dell'Impero di Nicea e della riconquista di Costantinopoli, vi fu una certa ripresa delle attività agricole testimoniata dal procedimento di disboscamento,  ma l'impoverimento dei contadini comportò il declino della domanda e dell'offerta che divenne aggregata con la concentrazione delle risorse nelle mani dei grandi proprietari terrieri dotati di copiose eccedenze.
Nel corso del XIV secolo le continue guerre civili ed esterne posero fine all'espansione demografica, deteriorarono le condizioni dei paroikoi e della piccola proprietà a vantaggio dei grandi latifondi fino a provocare un forte declino demografico di vaste regioni come la Macedonia.
Il peso del fisco, le epidemie e lo scarsissimo grado di sicurezza indebolirono sempre di più non solo la piccola proprietà ma anche i possessi dell'aristocrazia comportando un incremento del potere economico dei monasteri in un processo che durò fino al consolidamento della conquista Ottomana.

## PIL
Il valore del PIL stimato riguardo all'Impero bizantino da parte della Banca Mondiale, è compreso tra 640 e 680 dollari Geary-Khamis, fino a raggiungere l'apice economico di 1000 (durante il regno di Basilio II Bulgaroctono). Il PIL stimato corrisponderebbe ad un valore compreso tra 1331 e 1507 dollari statunitensi. La popolazione bizantina del periodo viene stimata tra i 12 e i 18 milioni di persone. Complessivamente il PIL totale corrisponderebbe ad un valore compreso tra 16 e 27 miliardi di dollari.